# Snaps

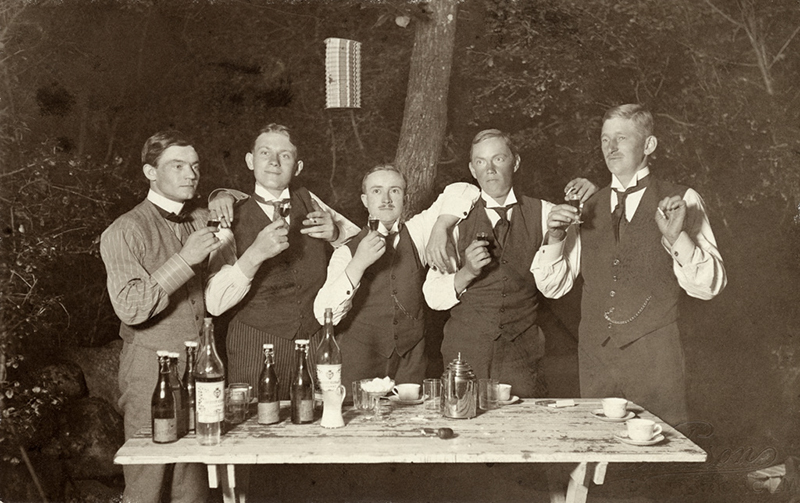
Homes bevent snaps a Suècia, a inicis del s. XX.

L'snaps és una paraula danesa i sueca que fa referència al xarrup d’una beguda alcohòlica forta que es pren durant el menjar. A Escandinàvia, especialment a Dinamarca i Suècia, hi ha un ritual durant el qual és molt comú beure snaps en festes com ara a principis d’estiu (pels volts de Sant Joan), el Nadal i la Pasqua. Aquest ritual ha estat descrit per un autor de la següent manera:
Un grup de persones s’agrupa al voltant d’una taula per a un dinar típic que inclourà diversos plats i una beguda clara i ardent. L'amfitrió aboca el líquid fred sobre gots glaçats i cònics amb tiges llargues. Aixeca el got, moment en què els comensals es tomben cap als altres i fan contacte visual, assegurant-se de no deixar ningú fora. "Skål!" crida l’amfitrió, i tothom pren un glop. De nou hi ha contacte visual, i després es posen les ulleres sobre la taula, per no tornar-les a aixecar fins que l'amfitrió aixequi les seves. El líquid és aquavit. El ritual és pràcticament el mateix a tota Escandinàvia. 
A Dinamarca, els snaps sempre seran akvavit, tot i que n’hi ha moltes varietats. A Suècia, snaps és un terme més general; sol ser akvavit, tot i que també pot ser vodka, bíter, licors amargs o algun altre tipus de brännvin/brændevin. Les begudes destil·lades com el whisky o l'aiguardent poques vegades es beuen com a snaps. Una de les begudes alcohòliques més fortes de Finlàndia que se serveixen amb snaps és Marskin ryyppy, que porta el nom del mariscal Carl Gustaf Emil Mannerheim.
La paraula "snaps" també té el mateix significat que l'Schnaps alemany, en el sentit de "qualsevol beguda alcohòlica forta".